# Metarhadinorhynchus laterolabracis
Metarhadinorhynchus laterolabracis är en hakmaskart som beskrevs av Yamaguti 1959. Metarhadinorhynchus laterolabracis ingår i släktet Metarhadinorhynchus och familjen Illiosentidae. Inga underarter finns listade i Catalogue of Life.